# Miyuki Ishikawa
 (décembre 2016).
Si vous disposez d'ouvrages ou d'articles de référence ou si vous connaissez des sites web de qualité traitant du thème abordé ici, merci de compléter l'article en donnant les références utiles à sa vérifiabilité et en les liant à la section « Notes et références ».
Miyuki Ishikawa (石川 ミユキ, Ishikawa Miyuki) (1897 - date de décès inconnue) est une tueuse en série japonaise, sage-femme de profession, qui est soupçonnée d'avoir assassiné de nombreux nouveau-nés à l'aide de plusieurs complices au cours des années 1940. Son nombre de victimes est estimé entre 85 et 169, mais le chiffre officiel est d'au moins 103 nourrissons. Au moment de son arrestation, la Haute Cour de Tokyo (en) la condamne à 4 ans de prison. Son nombre de victimes fait d'elle le tueur en série japonais le plus meurtrier.

## Biographie

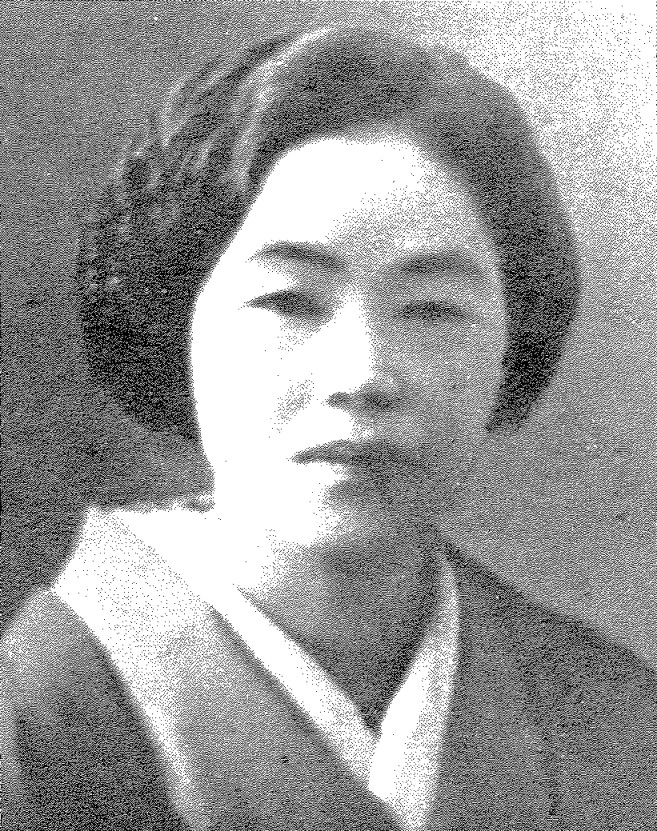
Miyuki Ishikawa

Née à Kunitomi dans la préfecture de Miyazaki, Ishikawa est diplômée de l'université impériale de Tokyo. Elle épouse plus tard Takeshi Ishikawa. Le couple n'a pas d'enfant. Elle travaille comme directrice de la maternité de Kotobuki et est une sage-femme expérimentée.
Dans les années 1940, Ishikawa juge que de nombreux parents des bébés de la maternité sont pauvres et incapables d'élever dignement leurs enfants, et qu'il existe un manque de moyens de la part des services sociaux ou de charité pour leur venir en aide. Afin de résoudre ce problème, elle choisit de négliger volontairement de nombreux nouveau-nés, qui meurent en série. Le nombre exact de ses victimes est inconnu mais il est estimé à au moins 103 nourrissons,,. Presque toutes les sages-femme de la maternité de Kotobuki sont dégoûtées par cette pratique et démissionnent[réf. nécessaire].
Ishikawa tente plus tard de monnayer ses futures victimes. Elle et son mari demandent ainsi d'importantes sommes d'argent aux parents afin de négliger leur enfant, en prétendant que la somme versée serait moins élevée que celle consacrée à élever un enfant non désiré. Le Dr Shiro Nakayama, médecin à la maternité, est également complice en aidant à fabriquer de faux certificats de décès. La mairie de l'arrondissement de Shinjuku ignore tout de ces actions.
Des cas similaires se déroulent au Japon à cette époque. Des habitants de l'arrondissement d'Itabashi sont accusés en 1930 d'avoir assassiné 31 enfants orphelins. Hatsutarō Kawamata est arrêté en 1933 pour le meurtre d'au moins 25 enfants orphelins. Le gouvernement japonais est conscient de cette crise[réf. nécessaire] mais ne prend aucune mesure.

## Arrestation et procès

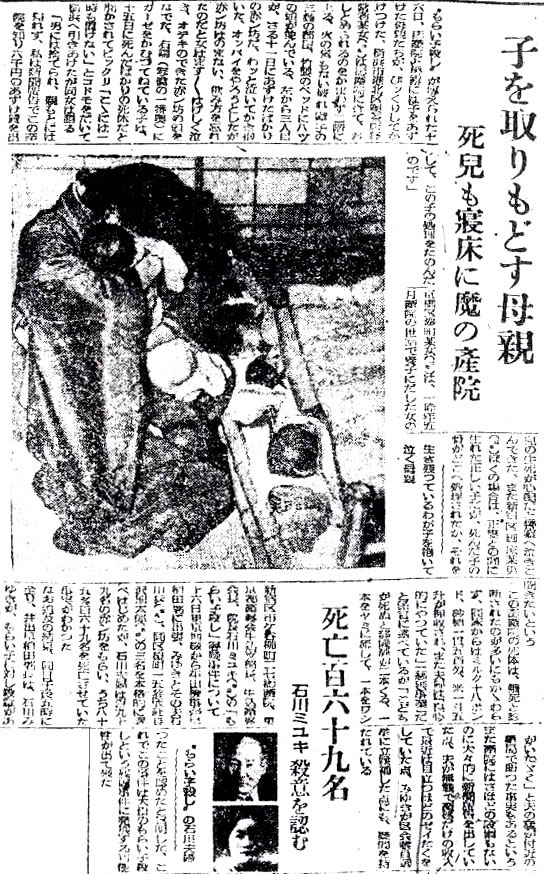
Article du Asahi Shinbun du 17 janvier 1948 sur les meurtres de 169 nouveau-nés.

Deux officiers de police du commissariat de Waseda trouvent par hasard les restes de cinq victimes d'Ishikawa le 12 janvier 1948. Les autopsies des cinq bébés prouvent qu'ils ne sont pas mort de cause naturelles. Elle et Takeshi sont arrêtés le 15 janvier 1948.
Les victimes sont des bébés abandonnés et elle accuse les parents d'être responsables de leur mort. L'opinion publique soutient cette affirmation mais l'écrivaine Yuriko Miyamoto la critique en disant qu'il s'agit d'un exemple de discrimination.
Au cours des investigations, 40 bébés décédés sont retrouvés dans la maison d'un employé des pompes funèbres. Trente autres cadavres sont découverts plus tard dans un temple. Les autorités peinent cependant à déterminer le nombre exact de victimes et la durée des meurtres. Elles considèrent ces homicides comme un « crime par omission ». La Haute Cour de Tokyo (en) condamne Ishikawa à huit ans de prison, et Takeshi et le Dr. Shiro Nakayama à quatre ans de prison chacun. Le couple fait appel de cette condamnation et Ishikawa est alors condamnée à quatre ans de prison tandis que la peine de Takeshi est réduite à deux ans.

## Postérité
Cette affaire est considérée comme la principale raison qui a poussé le gouvernement japonais à légaliser l'avortement au Japon. L'une des raisons de cet incident est également l'augmentation du nombre d'enfants non désirés nés au Japon. Le 13 juillet 1948, la loi de protection eugéniste (actuelle loi de protection des mères) et un système d'examen national des sages-femme sont établis. Le 24 juin 1949, l'avortement pour raisons économiques est légalisé au Japon.